# Центральносемитские языки
Центральносемитские языки — одна из трёх групп западно-семитских языков, наряду с современными южноаравийскими языками и эфиосемитскими языками.
Центрально-семитскую группу можно разделить на две группы: арабский язык и северо-западная ветвь. Северо-западные семитские языки, в свою очередь, в основном делятся на ханаанские языки (например, финикийский, иврит) и арамейские языки.

## Обзор
К отличительным особенностям центрально-семитских языков относятся следующие:
- Инновационный маркер отрицания *bal (неопределенного происхождения).
- Обобщение t как маркера спряжения суффикса прошедшего времени, нивелирующее более раннее чередование между *k в первом лице и *t во втором лице.
- Новое префиксное спряжение непрошедшего времени формы ya-qtulu, заменяющее унаследованную форму ya-qattal (это схематические глагольные формы, на основе трехсогласного корня qtl).
- Фарингализация эмфатических согласных, которые раньше артикулировались как абруптивные.

Различные системы классификации расходятся во мнениях относительно точного состава группы. Наиболее распространенный подход делит его на арабский и северо-западно-семитский, в то время как SIL Ethnologue выделяют южно-центрально-семитский (включая арабский и иврит) и арамейские языки.
Основное различие между арабским и северо-западно-семитскими языками заключается в наличии в первом ломаного множественного числа. Большинство арабских существительных образуют множественное число таким образом, тогда как практически все существительные в северо-западных семитских языках образуют множественное число с помощью суффикса. Например, арабское بَيْت bayt («дом») становится بُيُوت buyūt («дома»); еврейское בַּיִת байит («дом») становится בָּתִּים баттим («дома»).